# Nøjsomhedsvej
 Der er for få eller ingen kildehenvisninger i denne artikel, hvilket er et problem. Du kan hjælpe ved at angive troværdige kilder til de påstande, som fremføres i artiklen.

Nøjsomhedsvej er en ca. 150 meter lang vej på Østerbro i København. Det er en sidegade til Østerbrogade fra Gunnar Nu Hansens Plads, hvorefter den fortsætter mod øst til Randersgade omtrent ved Bopa Plads.
Vejen er opkaldt efter landstedet Nøjsomhed, der lå nær ved, hvor Østerbrogade 118 ligger i dag. Landstedet Nøjsomhed var ejet og præget af familien Kirstein, der senere ved giftermål blev til Rothe. Disse to slægtsnavne har lagt navn til nærliggende gader. Landstedet lå her fra starten af 1800-tallet og blev først revet ned i 1923.
Vejen har allerede fået sit navn i 1860 og den ligger på det der var nordskellet af lystejendommens jord. Landstedet lå altså lidt syd for Sankt Jakobs Kirke og på den modsatte side af Østerbrogade. På et kort fra 1879 ses der, hvor lidt bebyggelse der var i området på det tidspunkt.
På hele stykket fra Nøjsomhedsvej og helt op til Svanemøllen lå frem til 1870'erne "Slagtervangen" på dette stykke. Det var kommunen, der ejede stykket, men det blev græsset af slagternes kvæg og grise, der blev fedet op her før de blev slagtet til glæde for københavnerne inden for voldene. De første bygninger, der blev opført på Slagtervangen var Øresundshospitalet og Østre Gasværk, begge fra 1870'erne.
Er i dag en ret lille gade, og gør ikke ret meget ud af sin meget gamle historie (det er et af områdets ældste gader). Der er beboelse i 4-5 etager, enkelte træer. Det ældste står foran Kennedygården, den integrerede institution, fritidshjem m.m. Foran denne er der et fint relief i profil af den USA's tidligere præsident John F. Kennedy.
Den sidste bygning mod Randersgade har numrene 14-18, samt 20-22 og er bl.a. udsmykket med to relieffer af svaner og en flyvende baby på en stork. Den lille gård hedder Sagførergaarden, opført i behersket funkisstil 1937 ved arkitekt Harald Hauberg og formelt stiftet 1948 som boligere for jurister ved initiativtager og formand, landsretssagfører dr.jur. Aksel H. Pedersen, som har en lille plade stående under et grantræ. Komplekset erstattede en stor ældre villa.
I nr. 2 lå der i 1950’erne en barber. I nr. 6 lå "Københavns Vulkaniseringsanstalt". I nr. 14 – på 4. sal – lå "Skandinavisk Bjergning og Vragfiskeri ved Aage Dahl".
- Nr. 17, 4. sal: Her boede i mange år forfatteren og litteraturforskeren Valdemar Vedel (1865-1942), der også var chef for Københavns Kommunes Biblioteker.